# 蒋尚义
蒋尚义（1946年—）是生於中華民國重慶市的臺灣企業家。擁有中華民國與美國雙國籍，曾任中芯國際副董事長、台積電共同營運長、武漢弘芯首席執行長、現任鴻海集團半導體策略長。

## 生平
在國共內戰期間，因隨父親工作，全家赴臺，成長於臺灣。1968年获得国立台湾大学電機系工学士学位，1970年获得普林斯顿大学硕士学位，1974年获得斯坦福大学博士学位。之后任职于德州仪器和惠普，1997年返回台湾。进入台湾积体电路制造担任研发副总裁，與林本堅、楊光磊、孫元成、梁孟松、余振華等人並稱“台積電研發六騎士”，2006年7月首度退休，2009年被张忠谋返聘后担任首席运营官，2013年再度退休。

### 西進中國大陸地區
2016年12月首次加入中芯国际，2019年6月加入武汉弘芯担任首席执行官，2020年12月15日重回中芯国际担任副董事长，引发中芯国际联合首席执行官梁孟松辞职。不過2021年3月中芯獲得美國鬆口批准ASML供貨時，聲明書披露兩人均繼續任職中芯。2021年11月11日，蒋尚义辭去中芯國際公司副董事长、执行董事及董事会战略委员会成员职务；專家指出，中芯國際擔負任務複雜，董事決策共識難度高，是董事會人事異動頻繁主因之一。

## 榮獲獎項[11]
| 年份 | 獎項                                         |
| ---- | -------------------------------------------- |
| 2001 | 美國商業週刊（Business Week）「亞洲之星」    |
| 2003 | 行政院「傑出科學與技術人才獎」               |
| 2003 | IEEE 終身院士                                |
| 2013 | 潘文淵文教基金會「ERSO Award」               |
| 2013 | 國立臺灣大學傑出校友                         |
| 2014 | IEEE Ernst Weber Managerial Leadership Award |